# Gustav Hesselblad
Gustaf (Gustav) Hesselblad, född 29 maj 1906 i Malmö Sankt Petri församling i Malmöhus län, död 7 mars 1989 i Oscars församling i Stockholm, var en svensk militärläkare.

## Biografi
Hesselblad avlade medicine licentiat-examen vid Lunds universitet 1933, varpå han hade olika förordnanden som läkare 1933–1938. Han var tillförordnad förste underläkare i Visby 1938–1939 och ordinarie förste underläkare 1939. Han var bataljonsläkare 1939–1940, läkare vid Svea trängkår 1940–1943, sjukvårdsinspektör 1943–1944, fältläkare vid staben i III. militärområdet 1943–1953 och byråöverläkare vid Försvarets sjukvårdsstyrelse 1953–1960. Han var arméöverläkare och chef för Fältläkarkåren 1960–1969, varefter han var arméöverläkare och chef för Medicinalkårexpeditionen vid Försvarets sjukvårdsstyrelse 1969–1971.
Gustav Hesselblad invaldes 1957 som ledamot av Kungliga Krigsvetenskapsakademien.